# Stadio Francisco Sánchez Rumoroso
Lo Stadio Francisco Sánchez Rumoroso (in spagnolo Estadio Francisco Sánchez Rumoroso) è uno stadio calcistico di Coquimbo, in Cile, della capienza di 18 750 spettatori.